# Listă de cruciați
Această listă cuprinde principalii participanți la cruciadele clasice (în sensul că au preluat însemnele cruciate și au purces la călătoria către Țara Sfântă), clasificați cronologic, în funcție de cruciada la care au luat parte și (pentru perioadele dintre două cruciade) de sosirea lor în Țara Sfântă.

## Prima cruciadă(1095-1099)

### Cruciada săracilor(1095-1096)
- Emicho, conducător al "cruciadei germane" de la 1096
- Petru Pustnicul
- Gauthier Fără de Avere

### Cruciada baronilor (1095-1099)
- Boemund, principe de Taranto, primul principe de Antiohia
  - Tancred, nepotul lui Boemund de Taranto, primul principe de Galileea
  - Guillaume de Taranto, fratele lui Tancred
  - Guy de Hauteville, duce de Amalfi și Sorrento
  - Herman de Hauteville, conte de Cannae
  - Richard de Salerno
  - Raoul de Caen
  - Valter Cancelarul
- Godefroy de Bouillon, duce de Lotharingia, "Apărător al Sfântului Mormânt", întemeietorul Regatului Ierusalimului
  - Eustațiu al III-lea de Boulogne, fratele lui Godefroy de Bouillon, conte de Boulogne
  - Balduin de Boulogne, fratele lui Godefroy de Bouillon, primul conte de Edessa și primul rege al Ierusalimului
    - Ugo de Saint-Omer, principe de Galileea
    - Gervasiu de Bazoches, principe de Galileea
    - Foucher de Chartres

  - Balduin de le Bourg, vărul lui Godefroy de Bouillon și al doilea rege al Ierusalimului
  - Fulc de Guînes, primul senior de Beirut
  - Ugo al II-lea, conte de Saint-Pol
    - Enguerrand de Saint-Pol
    - Eustațiu Grenier

  - Adalbero, fiu al contelui Giselbert de Luxemburg și canonic de Metz
  - Balduin al II-lea, conte de Hainaut
  - Ludovic de Bar, fiul contelui Teodoric al II-lea de Bar
  - Warner de Grez
  - Erard I, conte de Brienne
- Raimond de Saint-Gilles, conte de Toulouse și primul conte de Tripoli
  - Ademar de Monteuil, episcop de Le Puy și legat papal
  - Guillaume-Iordan, conte de Cerdagne și de Berga
  - Gaston al IV-lea de Béarn
  - Centule al II-lea de Bigorre
  - Girard Guinard, conte de Roussillon
  - Aicard, arhiepiscop de Arles
  - Ugo al VI-lea de Lusignan
  - Berenguer Ramon al II-lea, conte de Barcelona
  - Raymond de Aguilers
  - Raimbaut, conte de Orange
  - Roman de Le Puy
  - Guillaume al V-lea de Montpellier
  - Guillaume, episcop de Orange
- Robert Curthose, duce de Normandia, fiul lui William Cuceritorul
  - Odo de Bayeux
  - Arnulf de Chocques, capelan, patriarh latin de Ierusalim
  - Ralf de Guader
  - Rotrou al III-lea, conte de Perche
  - Ștefan, conte de Aumale
- Robert al II-lea, conte de Flandra
- Ugo "cel Mare", conte de Vermandois
- Geoffrey al II-lea Jordan, conte de Vendôme
- Héribrand al II-lea de Hierges
- Ștefan al II-lea, conte de Blois
- Enguerrand I, senior de Coucy
- Thomas de Marle, senior de Coucy
- Ludovic de Bar, fiul contelui Theodoric al II-lea de Bar
- Guglielmo Embriaco
- Primo di Castello
- Caffaro di Rustico da Caschifellone
- Guy al II-lea de Montlhéry
- Alain al IV-lea, duce de Bretagne
- Raoul de Gael
- Guillaume de Melun
- Pierre Tudebode
- Ugo de Fauquembergues
- Guillaume I de Sabran
- Gouffier de Lastours, occitan
- Evremar de Thérouanne
- Arnulf de Rœux
- Petru Bartolomeu, preot din Marseille
- Letholdus

## Cruciada din 1101
- Raimond de Saint-Gilles, conte de Toulouse și primul conte de Tripoli
  - Ștefan al II-lea, conte de Blois
  - Ștefan I, conte de Burgundia
  - Eudes I, duce de Burgundia
  - Ugo al VI-lea de Lusignan
- Anselm al IV-lea, arhiepiscop de Milano
- Guillaume al II-lea de Nevers
  - Robert de Nevers, viconte de Ligny-le-Château
- Guillaume al IX-lea de Aquitania
  - Ugo de Vermandois
  - Welf I, duce de Bavaria
  - Ida de Austria
  - Ekkehard de Aura
- Joscelin I de Courtenay, conte de Edessa
- Dagobert de Pisa
- Odo Arpin de Bourges

## Ulterior cruciadei din 1101
- Balduin de Hestrud, conte de Ramla sub numele de Balduin I
- Ghibbelin de Arles
- Ugo al II-lea de Le Puiset, conte de Jaffa ca Ugo I
- Ugo al II-lea, conte de Jaffa
- Ugo I, conte de Champagne
- Hugues de Payens
- Humphrey I de Toron
- Bertrand, conte de Toulouse
- Guillaume I de Bures, principe de Galileea
  - Geoffroi de Bures
- Fulc al V-lea, conte de Anjou, rege al Ierusalimului
- Barisan d'Ibelin
- Eustațiu de Sidon
- Guy de Milly
- Bertrand de Saint-Gilles
- Albert de Namur
- Ithier de Rethel
- Thierry de Alsacia, conte de Flandra

## Cruciada Norvegiană(1107-1110)
- Sigurd I, rege al Norvegiei

## Cruciada Venețiană(1122-1126)
- Domenico Michiel, doge al Veneției
- Gormond de Picquigny, patriarh latin de Ierusalim

## Cruciada a doua(1147-1149)

### Venind din Europa
- Ludovic al VII-lea, rege al Franței
  - Robert I de Dreux
  - Petru I de Courtenay
  - Raoul I de Vermandois
  - Thierry de Alsacia, conte de Flandra
  - Alphonse I de Toulouse
    - Roger I Trencavel
    - Raymond I Trencavel

  - Raynaud de Châtillon
  - Enguerrand al II-lea, senior de Coucy
  - Eleanor de Aquitania, soția regelui Ludovic al VII-lea al Franței, apoi regină a Angliei
  - Henric I, conte de Champagne
  - Guillaume de Warenne, earl de Surrey
  - Hugue al VII-lea de Lusignan
  - Reginald I de Bar
  - Reginald al II-lea de Bar, fiul lui Reginald I de Bar
  - Theodoric, fiul lui Reginald I de Bar
  - Guillaume al III-lea, conte de Nevers
  - Renaud de Nevers, conte de Tonnerre
  - Renauld de Courtenay
  - Amedeo al III-lea, conte de Savoia
  - Guglielmo al V-lea, marchiz de Montferrat
  - Guillaume al VII-lea "cel Tânăr" de Auvergne
  - Hugue al III-lea, senior de Broyes
  - Eudes de Deuil
  - Erard de Breteuil
  - Guerric de Coligny
- Conrad al III-lea al Germaniei, rege al Germaniei
  - Frederic al II-lea, duce de Suabia
  - Otto, episcop de Freising
  - Ottokar al III-lea, margraf de Stiria
  - Henric al II-lea, duce de Austria
  - Hermann al III-lea, margraf de Baden
  - Roger de Beaumont, earl de Beaumont

### Venind din statele cruciate
- Balduin al III-lea, rege al Ierusalimului
- Amaury I, conte de Jaffa
- Melisende de Ierusalim
- Philip de Milly
- Manasses de Hierges
- Robert de Craon
- Raymond du Puy de Provence
- Humphrey II de Toron
- Gauthier I Grenier, senior de Caesarea
- Barisan d'Ibelin

## Ulterior Cruciadei a doua
- Filip I, conte de Flandra
- Ștefan I de Sancerre
- Hugue al III-lea, duce de Burgundia
- Henric I, conte de Champagne
- Guglielmo de Montferrat, conte de Jaffa și de Ascalon
- Hugue al VIII-lea de Lusignan
- Guy de Lusignan
- Amalric de Lusignan
- Balduin d'Ibelin
- Balian d'Ibelin
  - Ernoul
- Hugue d'Ibelin
- Guillaume al II-lea de Bures
- Gerard Grenier
- Miles de Plancy
- Ștefan de Perche
- Gilbert de Gravina
- Thierry de Alsacia, conte de Flandra
- Herman I de Winzenburg
  - Sofia de Winzenburg
- Guillaume al IV-lea, conte de Nevers
- Godefroi al III-lea, duce de Lotharingia Inferioară
- Conrad, marchiz de Montferrat

## Cruciada a treia(1187-1192)

### Venind din Europa
- Conrad, marchiz de Monferrat
- Richard Inimă de Leu, rege al Angliei
  - Andrei de Chauvigny
  - Balduin de Exeter
  - Iosif de Exeter
  - William de Ferrers, conte de Derby
  - Walchelin de Ferriers
  - Hugue al III-lea de Burgundia
  - Galeran al V-lea, conte de Meulant
  - Henric al II-lea, conte de Champagne, apoi rege al Ierusalimului
  - Guy de Bazoches
  - Pierre de Preaux
  - Filip de Plessis
  - Robert de Beaumont, conte de Leicester
  - Roger de Hövede
  - Ambroise
  - Hubert Walter
  - Guillaume des Roches
  - Ranulf de Glanvill
- Filip al II-lea, rege al Franței
  - Theobald al V-lea, conte de Blois
  - Alberic Clement
  - Conon de Béthune
  - Robert al II-lea de Dreux
  - Filip de Dreux, fiul lui Robert I de Dreux și episcop de Beauvais
  - Filip de Alsacia, conte de Flandra
  - Guy al II-lea de Dampierre
  - Renaud de Nevers
  - Henric I de Bar
  - Theobald I de Bar
  - Ștefan I de Sancerre
  - Petru al II-lea de Courtenay
  - Raoul I, senior de Coucy
  - Waleran al III-lea, duce de Limburg
  - Iacob d'Avesnes
  - Gaucher al IV-lea de Vienne
  - Erard al II-lea, conte de Brienne
  - Andrei de Brienne
- Frederic I Barbarossa, împărat romano-german
  - Frederic al VI-lea, duce de Suabia
  - Floris al III-lea, conte de Olanda
  - Henric de Kalden
  - Herman al IV-lea, margraf de Baden
  - Leopold al V-lea, duce de Austria
  - Ottokar al IV-lea, duce de Stiria
  - Rudolf de Zähringen, arhiepiscop de Mainz
  - Berthold, duce de Merania
  - Ludovic al III-lea, landgraf de Thuringia
  - Otto I, conte de Geldern
  - Adolf al III-lea de Holstein, conte de Holstein
  - Engelbert I, conte de Berg
- Guillaume al II-lea al Siciliei

### Venind din statele cruciate
- Guy de Lusignan
- Sibylla de Ierusalim
- Eraclius de Ierusalim
- Balian d'Ibelin
- Hugue d'Ibelin
- Reginald, conte de Sidon
- Renaud de Châtillon
- Gerard de Ridefort
- Robert al IV-lea de Sablé
- Umfredo al IV-lea de Toron

## Cruciada germană din 1197
- Henric al VI-lea, împărat german
- Herman I, landgraf de Thuringia
- Henric I, duce de Brabant
- Conrad al II-lea, margraf de Luzacia
- Otto de Botenlauben

## Cruciada a patra(1202-1204)
- Bonifaciu, marchiz de Monferrat și primul rege de Salonicului
- Balduin I, conte de Flandra și primul împărat al Imperiului latin de Constantinopol
- Henric, conte de Hainaut, fratele lui Balduin I, împărat al Imperiului latin de Constantinopol
- Ludovic I, conte de Blois, duce nominal de Niceea
- Enrico Dandolo, doge al Veneției
  - Marco Sanudo
  - Pantaleone Barbo
- Theobald al III-lea, conte de Champagne
- Geoffroi de Villehardouin, mareșal de Champagne
- Hugue, conte de Saint Pol
- Eudes al II-lea de Champlitte
- Guillaume de Champlitte, primul principe de Ahaia
- Simon de Montfort
- Conrad, episcop de Halberstadt
- Martin, conte de Pairis
- Renier de Trit, duce de Philippopolis
- Robert de Clari
- Petru de Capua, legat pontifical
- Sicard, episcop de Cremona
- Raimbaut de Vaqueiras

## Cruciada copiilor(1212)
- Nicolas (din zona Rinului)
- Etienne de Cloyes

## Cruciada a cincea(1217-1221)

### Venind din Europa
- Andrei al II-lea, rege al Ungariei
- Leopold al VI-lea, duce de Austria
- Ludovic I de Wittelsbach, duce de Bavaria
- Oliver, cavaler din Köln
- Simon al III-lea, conte de Saarbrücken
- Willem I, conte de Olanda
  - Otto al II-lea de Lippe, episcop de Utrecht
- Wilhelm al III-lea, conte de Jülich
- Adolf al VI-lea, conte de Berg
- Henric I de Rodez
- Hervé al IV-lea de Donzy
- Robert de Courcon
- Pelagio Galvani de Albano, legat papal
- Sfântul Francisc din Assisi
- Pedro de Montaigu
- Guerin de Montaigu
- Frederic al II-lea de Hohenstaufen, împărat romano-german
- Hermann de Salza, mare maestru al Ordinului teutonic

### Venind din statele cruciate
- Ioan de Brienne, regent al Regatului Ierusalimului
- Ugo I, rege al Ciprului
- Bohemund al IV-lea, principe de Antiohia

## Ulterior cruciadei a cincea
- Valter al IV-lea, conte de Brienne

## Cruciada din1227

### Venind din Anglia
- William Briwere
- Petru des Roches

## Cruciada a șasea(1228-1229)
- Frederic al II-lea de Hohenstaufen, împărat romano-german
- Hermann de Salza, devenit mare maestru al Ordinului teutonic
- Ludovic al IV-lea, landgraf de Thuringia
  - Ludovic de Wartburg
  - Gunther de Kefernberg
  - Meinrad de Mühlberg
  - Henric de Stolberg
  - Burkhard de Brandenberg
- Henric al IV-lea, duce de Limburg și conte de Berg

## Cruciada din1239-1241
- Frederic al II-lea de Hohenstaufen, împărat romano-german
- Theobald I, rege al Navarrei
- Ugo al IV-lea, duce de Burgundia
- Richard I, conte de Cornwall
- Henric al II-lea, conte de Bar
- Amalric al VI-lea de Montfort
- Simon de Montfort

## Cruciada a șaptea(1248-1254)
- Ludovic al IX-lea "cel Sfânt", rege al Franței
- Alfons de Poitiers, conte de Poitou, fratele lui Ludovic al IX-lea "cel Sfânt"
- Carol, conte de Anjou, fratele lui Ludovic al IX-lea "cel Sfânt", rege al Siciliei
- Petru I, duce de Bretania
- Robert I, conte de Artois
- Archambaud al IX-lea de Bourbon, conte de Nevers
- Ioan I de Dreux
- Ioan I de Montfort
- Geoffroi al VI-lea, viconte de Châteaudun
- Petru de Courtenay, senior de Conches
  - Guillaume de Courtenay
- Hugo I, conte de Blois
- Robert al VII-lea, senior de Béthune
- Guillaume de Sonnac
- Renaud de Vichiers
- Jean de Joinville
- Guillaume de Rubroucq

## Cruciada aragoneză(1269)
- Iacob I "Cuceritorul", rege al Aragonului

## Cruciada a opta(1270)
- Ludovic al IX-lea "cel Sfânt", rege al Franței
- Carol I de Anjou, fratele lui Ludovic al IX-lea "cel Sfânt" și rege al Siciliei
- Theobald al II-lea al Navarrei, rege al Navarrei
- Ioan Tristan de Valois, fiul lui Ludovic al IX-lea "cel Sfânt"
- Ioan I, duce de Bretania
- Guy de Dampierre, conte de Flandra
- Robert al III-lea, conte de Flandra
- Henric al V-lea, conte de Luxemburg
- Raul de Clermont
- Eduard I, viitor rege al Angliei

## Cruciada a noua(1271-1272)

### Venind din Europa
- Eduard I, viitor rege al Angliei
- Edmund Crouchback, conte de Lancaster, fratele lui Eduard I
- Teobaldo Visconti, viitorul papă Grigore al X-lea

### Venind din statele cruciate
- Bohemund al VI-lea, principe de Antiohia
- Hugue al III-lea, rege al Ciprului